# 塞拉布兰卡
塞拉布兰卡是巴西帕拉伊巴州的一个市镇。总面积737.743平方公里，总人口12054人，人口密度16.3人/平方公里。